# Каракалпачки језик
Каракалпачки језик је туркијски језик који говоре Каракалпаци у Каракалпакији (Каракалпакстану). 
Подељен је на два дијалекта, Североисточни каракалпачки и Југоисточни каракалпачки.
Развио се заједно са суседним казашким и узбечким језиком, под значајним утицајем оба.
Типолошки, Каракалпачки језик припада грани кипчачких туркијских језика, па је тако уско повезан и делимично разумљив са казашким језиком.

## Класификација
Каракалпачки језик је члан кипчачке гране туркијских језика, која укључује татарски, кумички, ногајски и казашки језик.
Због близине узбечког језика, на већи део каракалпачког речника и граматике утицао је узбечки.
Као и велика већина туркијских језика, и каракалпачки има склад самогласника, аглутинативан је и нема граматички род. Ред речи је обично субјекат – објекат – глагол.

## Географска дистрибуција
Каракалпачки се говори углавном у Каракалпакстанској аутономној републици у Узбекистану. Отприлике 2.000 људи у Авганистану и мањој дијаспори у деловима Русије, Казахстана, Турске и других делова света говори каракалпачки.

### Званични статус
Каракалпачки језик има званични статус у Аутономној Републици Каракалпакстан.

### Дијалекти
Етнолог идентификује два дијалекта каракалпачког: североисточни и југозападни. Менгес помиње трећи могући дијалект којим се говорило у долини Фергане. Југозападни дијалекат има изговор /tʃ/ за североисточни изговор /ʃ/.

## Систем писања
Каракалпачки је писан арапским и персијским писмом до 1928. године, латиничним писмом (са додатним знаковима) од 1928. до 1940. године, након чега је уведена ћирилица.
Након независности Узбекистана 1991. године, донета је одлука да се напусти ћирилица и врати латиничном писму. Иако је употреба латиничног писма сада широко распрострањена у Ташкенту, његово увођење у Каракалпакстан остаје постепено.
Доле су приказани ћирилични и латинични алфабет са њиховим еквивалентним IPA вредностима.
Ћириличка слова која не постоје у латиничном писму означена су звездицом и уписана диаграфом.
Последње промене у новом алфабету каракалпачког језика извршене су 2016. године: уместо слова са апострофима уведена су слова са дугоузлазним акцентом.
Стога ће нови каракалпачки алфабет деловати на исти начин на који је представљен нови алфабет у узбечком језику- то јест са дугоузлазним акцентом.
| Ћирилица | Латиница | IPA  |
| -------- | -------- | ---- |
| А а      | A a      | /a/  |
| Ә ә      | Á á      |      |
| Б б      | B b      | /b/  |
| В в      | V v      | /v/  |
| Г г      | G g      | /g/  |
| Ғ ғ      | Ǵ ǵ      |      |
| Д д      | D d      | /d/  |
| Е е      | E e      | /e/  |
| Ё ё*     | yo       | /jo/ |
| Ж ж      | J j      |      |
| З з      | Z z      | /z/  |
| И и      | I i      | /i/  |
| Й й      | Y y      | /j/  |
| К к      | K k      | /k/  |
| Қ қ      | Q q      | /q/  |
| Л л      | L l      | /l/  |
| М м      | M m      | /m/  |
| Н н      | N n      | /n/  |
| Ң ң      | Ń ń      |      |
| О о      | O o      | /o/  |
| Ө ө      | Ó ó      |      |
| П п      | P p      | /p/  |
| Р р      | R r      | /r/  |
| С с      | S s      | /s/  |
| Т т      | T t      | /t/  |
| У у      | U u      | /u/  |
| Үү       | Ú ú      | /y/  |
| Ў ў      | W w      | /w/  |
| Ф ф      | F f      | /f/  |
| Х х      | X x      | /x/  |
| Ҳ ҳ      | H h      | /h/  |
| Ц ц      | C c      | /ts/ |
| Ч ч      | Ch ch    |      |
| Ш ш      | Sh sh    |      |
| Щ щ*     | sh       |      |
| Ъ ъ*     | /        | /    |
| Ы ы      | Í í      |      |
| Ь ь*     | /        | /    |
| Э э      | E e      | /e/  |
| Ю ю*     | yu       | /ju/ |
| Я я*     | ya       | /ja  |

Пре 2009. године Ц је писанo као TS; I и I' су писани као тачкасто I и нетачкасто I.